# Мартынов, Сергей Александрович (сенатор)
Сергей Александрович Мартынов (род. 22 августа 1959, Шатковский район, Горьковская область) — советский и российский военнослужащий, офицер ФСБ, управленец и политик, член Совета Федерации (с 2019 года), первый заместитель председателя Комитета Совета Федерации по обороне и безопасности. 
Из-за поддержки нарушения территориальной целостности Украины во время российско-украинской войны находится под персональными международными санкциями  Евросоюза, США, Великобритании и ряда других стран.

## Биография
Родился 22 августа 1959 года в селе Шатки-1 Горьковской области.
В 1982 году окончил Ленинградский политехнический институт имени М. И. Калинина, с 1982 по 1984 год проходил срочную службу в Вооружённых силах СССР, впоследствии работал инженером-конструктором Всесоюзного научно-исследовательского технологического института. С 1985 года на военной службе, в 2000 году назначен начальником отдела кадровой политики и государственных наград Администрации президента Российской Федерации в аппарате полномочного представителя президента Российской Федерации в Северо-Западном федеральном округе. С 2003 по 2010 год занимал должность начальника Управления кадров и государственной службы Администрации Губернатора Санкт-Петербурга. В 2002 году окончил Северо-Западную академию государственной службы, в 2007 году — Юридический институт в Санкт-Петербурге. С 2010 года находился на должностях высшего офицерского состава ФСБ России.
По сведениям из администрации губернатора Санкт-Петербурга, с 2010 года Мартынов возглавлял Управление кадров ФСБ. В 2014 году назначен главой аппарата Совета Федерации.
7 октября 2019 года депутаты нового состава Государственного собрания Республики Марий Эл наделили Мартынова полномочиями члена Совета Федерации от законодательного органа государственной власти региона.
9 октября 2019 года утверждён в должности первого заместителя председателя Комитета СФ по обороне и безопасности.

## Государственные награды
- Медаль ордена «За заслуги перед Отечеством» II степени (2009 год);
- Орден Почёта (2014 год);
- Благодарность Правительства Российской Федерации (31 декабря 2016 года) — за большой вклад в обеспечение законопроектной деятельности Совета Федерации Федерального Собрания Российской Федерации[10];
- Медаль «МПА СНГ. 25 лет» (27 марта 2017 года, Межпарламентская ассамблея СНГ) — за заслуги в деле развития и укрепления парламентаризма, за вклад в развитие и совершенствование правовых основ функционирования Содружества Независимых Государств, укрепление международных связей и межпарламентского сотрудничества[11];
- Орден Александра Невского (2018 год);
- Медаль «За укрепление парламентского сотрудничества» (29 ноября 2018 года, Межпарламентская ассамблея СНГ) — за особый вклад в развитие парламентаризма, укрепление демократии, обеспечение прав и свобод граждан в государствах — участниках Содружества Независимых Государств[12];
- Орден «За заслуги перед Отечеством» IV степени (17 октября 2024 года) — за большой вклад в развитие парламентаризма, активную законотворческую деятельность и многолетнюю добросовестную работу[13].